# 青木純 (俳優)
青木 純（あおき じゅん、1960年11月13日 - ）は、日本の元女優。本名、田中 真由美。
所属していた事務所はテアトルアカデミー → 類プロ→サン・プロモーション。

## 来歴・人物
東京都台東区浅草出身。身長163cm。東京都立上野高等学校定時制を1981年に卒業。
中学3年生の時に東京・赤坂でショッピング中にモデル事務所にスカウトされ、モデルとしての活動を始める。
元々女優志望で、1978年にモデルから女優に転向、同年のテレビドラマ『スパイダーマン』の第12話ゲスト出演でドラマデビュー。翌1979年放映開始のテレビドラマ『燃えろアタック』でドラマ初レギュラー。以降、1982年頃まではテレビドラマなどでの出演が確認出来るが、それ以降の活動は不明。
好きな女優に木内みどり、倍賞美津子、山岡久乃を挙げて、彼女たちのように「個性の強い女優になりたい」と話していたことがある。趣味は映画観賞。特技はバレエ。本人曰く「思ったことをズバズバ言う」性格とのこと。

## 出演
（）

### テレビドラマ
- スパイダーマン 第12話「華麗なる殺人マシーンへの転身」（1978年、12ch / 東映）- 小川美奈子
- 燃えろアタック（1979年 - 1980年、ANB / 東映）- 矢崎サチ（レギュラー）
- 電子戦隊デンジマン 第35話「謎のはたおり姫」（1980年、ANB / 東映） - 岡道子（ドクガラー人間態）
- 太陽にほえろ!（NTV / 東宝）
  - 第439話「ボスの告発」（1981年） - 森山いずみ
  - 第466話「ひとりぼっちの死」（1981年） - 幸子（ファミリーストアー従業員）
  - 第476話「ラガー刑事登場!」（1981年） - 大崎紀子
  - 第495話「意地ッ張り」（1982年） - 三沢紀子
  - 第527話「雨の降る街」（1982年） - 里美
- 特捜最前線（ANB /東映）
  - 第218話「窓際警視が愛した女教師!」（1981年）
  - 第249話「レイプ・襲われた姉妹!」（1982年）
  - 第264話「白い手袋をした通り魔!」（1982年）
- ドラマ・人間「イエスの方舟事件」（1981年、ANB / 東映）
- 遙かなりマイ・ラブ（1981年、TBS / テレビマンユニオン）
- 銀河テレビ小説 / 愛・信じたく候（1981年、NHK）[2][1]
- ライオン奥様劇場 / 私は後妻よII（1982年、CX / 大映テレビ）- 矢沢マリ（喫茶店「いがわ」ウエイトレス）（レギュラー）[2][7]
- 女捜査官 第10話「教会に来たトルコ嬢」（1982年、ABC / テレパック）